# Bill Owen
Pour les articles homonymes, voir William Owen et Owen.
William John Owen Rowbotham, plus connu sous le nom de Bill Owen, né le 14 mars 1914 à Acton en Londres et mort le 12 juillet 1999 à Highgate (Londres), est un acteur et un auteur-compositeur britannique. Il a incarné durant presque trente ans le rôle de Compo Simmonite dans Last of the Summer Wine, la série télévisée la plus longtemps diffusée au Royaume-Uni. Il a été fait Membre de l'Ordre de l'Empire britannique en 1976.